# Премія Гільдії кіноакторів США за найкращий акторський склад у комедійному серіалі
Премія Гільдії кіноакторів США за найкращий акторський склад у комедійному серіалі — нагорода, яку присуджує Гільдія кіноакторів США на взнак найкращих акторських досягнень у комедійних серіалах.

## Переможці та номінанти

### 1990-ті
| Рік        | Телесеріал              | Акторський склад |
| ---------- | ----------------------- | --- |
| 1994 (1st) | Сайнфелд                | Джейсон Александер, Джулія Луї-Дрейфус, Майкл Річардс, Джеррі Сайнфелд                                                                                          |
| 1994 (1st) | Фрейзер                 | Пері Гілпін, Келсі Греммер, Джейн Лівз, Джон Магоні, Девід Гайд Пірс                                                                                            |
| 1994 (1st) | У захваті від тебе      | Гелен Гант, Лейла Кензл, Річард Кайнд, Джон Панкоу, Енн Ремзі, Пол Райзер                                                                                       |
| 1994 (1st) | Мерфі Браун             | Кендіс Берген, Пет Корлі, Фейт Форд, Чарльз Кімбро, Роберт Пастореллі, Джо Регалбуто, Грант Шауд                                                                |
| 1994 (1st) | Північна сторона        | Даррен Е. Берроуз, Джон Корбетт, Баррі Корбін, Джон Каллум, Синтія Гірі, Елейн Майлз, Роб Морроу, Пег Філліпс, Тері Поло, Пол Провенза, Джанін Тернер           |
| 1995 (2st) | Друзі                   | Дженніфер Еністон, Кортні Кокс, Ліза Кудроу, Метт Леблан, Меттью Перрі, Девід Швіммер                                                                           |
| 1995 (2st) | Сібілл                  | Крістін Баранскі, Діді Пфайффер, Алан Розенберг, Сібілл Шеферд, Алісія Вітт, Том Вопат                                                                          |
| 1995 (2st) | Фрейзер                 | Ден Батлер, Пері Гілпін, Келсі Греммер, Джейн Лівз, Джон Магоні, Девід Гайд Пірс                                                                                |
| 1995 (2st) | У захваті від тебе      | Гелен Гант, Лейла Кензл, Джон Панкоу, Енн Ремзі, Пол Райзер |
| 1995 (2st) | Сайнфелд                | Джейсон Александер, Джулія Луї-Дрейфус, Майкл Річардс, Джеррі Сайнфелд                                                                                          |
| 1996 (3st) | Сайнфелд                | Джейсон Александер, Джулія Луї-Дрейфус, Майкл Річардс, Джеррі Сайнфелд                                                                                          |
| 1996 (3st) | Третя планета від Сонця | Джейн Кертін, Джозеф Гордон-Левітт, Крістен Джонстон, Джон Літгов, Френч Стюарт                                                                                 |
| 1996 (3st) | Фрейзер                 | Ден Батлер, Пері Гілпін, Келсі Греммер, Джейн Лівз, Джон Магоні, Девід Гайд Пірс                                                                                |
| 1996 (3st) | У захваті від тебе      | Гелен Гант, Лейла Кензл, Джон Панкоу, Енн Ремзі, Пол Райзер |
| 1996 (3st) | Remember WENN           | Том Беккет, Джордж Голл, Маргарет Голл, Джон Бедфорд Ллойд, Мелінда Меллінз, Крістофер Мерні, Аманда Нотон, Г'ю О'Горман, Кевін О'Рурк, Діна Спайбі, Мері Стаут |
| 1997 (4st) | Сайнфелд                | Джейсон Александер, Джулія Луї-Дрейфус, Майкл Річардс, Джеррі Сайнфелд                                                                                          |
| 1997 (4st) | Третя планета від Сонця | Джейн Кертін, Джозеф Гордон-Левітт, Крістен Джонстон, Сімбі Халі, Вейн Найт, Джон Літгов, Френч Стюарт, Елмарі Вендел                                           |
| 1997 (4st) | Еллі Мак-Біл            | Гіл Беллоуз, Ліза Ніколь Карсон, Каліста Флокгарт, Грег Германн, Джейн Краковскі, Кортні Торн-Сміт                                                              |
| 1997 (4st) | Фрейзер                 | Ден Батлер, Пері Гілпін, Келсі Греммер, Джейн Лівз, Джон Магоні, Девід Гайд Пірс                                                                                |
| 1997 (4st) | У захваті від тебе      | Робін Бартлетт, Синтія Гарріс, Гелен Гант, Лейла Кензл, Джон Панкоу, Пол Райзер, Луїс Зоріх                                                                     |
| 1998 (5st) | Еллі Мак-Біл            | Гіл Беллоуз, Ліза Ніколь Карсон, Порша де Россі, Каліста Флокгарт, Грег Германн, Джейн Краковскі, Люсі Лью, Пітер МакНікол, Вонда Шепард, Кортні Торн-Сміт      |
| 1998 (5st) | Третя планета від Сонця | Джейн Кертін, Джозеф Гордон-Левітт, Крістен Джонстон, Сімбі Халі, Вейн Найт, Джон Літгов, Френч Стюарт, Елмарі Вендел                                           |
| 1998 (5st) | Усі люблять Реймонда    | Пітер Бойл, Бред Гаррет, Патриція Гітон, Доріс Робертс, Рей Романо, Медилін Світен                                                                              |
| 1998 (5st) | Фрейзер                 | Ден Батлер, Пері Гілпін, Келсі Греммер, Джейн Лівз, Джон Магоні, Девід Гайд Пірс                                                                                |
| 1998 (5st) | Друзі                   | Дженніфер Еністон, Кортні Кокс, Ліза Кудроу, Метт Леблан, Меттью Перрі, Девід Швіммер                                                                           |
| 1999 (6st) | Фрейзер                 | Ден Батлер, Пері Гілпін, Келсі Греммер, Джейн Лівз, Джон Магоні, Девід Гайд Пірс                                                                                |
| 1999 (6st) | Еллі Мак-Біл            | Гіл Беллоуз, Ліза Ніколь Карсон, Порша де Россі, Каліста Флокгарт, Грег Германн, Джейн Краковскі, Люсі Лью, Пітер МакНікол, Вонда Шепард, Кортні Торн-Сміт      |
| 1999 (6st) | Усі люблять Реймонда    | Пітер Бойл, Бред Гаррет, Патриція Гітон, Доріс Робертс, Рей Романо, Медилін Світен                                                                              |
| 1999 (6st) | Друзі                   | Дженніфер Еністон, Кортні Кокс, Ліза Кудроу, Метт Леблан, Меттью Перрі, Девід Швіммер                                                                           |
| 1999 (6st) | Ніч спорту              | Джош Чарльз, Роберт Гійом, Фелісіті Гаффман, Пітер Краузе, Сабріна Ллойд, Джошуа Маліна                                                                         |

### 2000-і
| Рік         | Телесеріал                 | Акторський склад |
| ----------- | -------------------------- | --- |
| 2000 (7th)  | Вілл і Грейс               | Шон Гейс, Ерік Маккормак, Дебра Мессінг, Меган Маллаллі |
| 2000 (7th)  | Еллі Мак-Біл               | Ліза Ніколь Карсон, Порша де Россі, Роберт Дауні молодший, Каліста Флокгарт, Грег Германн, Джейн Краковскі, Джеймс ЛеГрос, Люсі Лью, Пітер МакНікол, Вонда Шепард |
| 2000 (7th)  | Фрейзер                    | Пері Гілпін, Келсі Греммер, Джейн Лівз, Джон Магоні, Девід Гайд Пірс |
| 2000 (7th)  | Друзі                      | Дженніфер Еністон, Кортні Кокс, Ліза Кудроу, Метт Леблан, Меттью Перрі, Девід Швіммер |
| 2000 (7th)  | Секс і місто               | Кім Кетролл, Крістін Девіс, Синтія Ніксон, Сара Джессіка Паркер |
| 2001 (8th)  | Секс і місто               | Кім Кетролл, Крістін Девіс, Синтія Ніксон, Сара Джессіка Паркер |
| 2001 (8th)  | Усі люблять Реймонда       | Пітер Бойл, Бред Гаррет, Патриція Гітон, Доріс Робертс, Рей Романо, Медилін Світен |
| 2001 (8th)  | Фрейзер                    | Пері Гілпін, Келсі Греммер, Джейн Лівз, Джон Магоні, Девід Гайд Пірс |
| 2001 (8th)  | Друзі                      | Дженніфер Еністон, Кортні Кокс, Ліза Кудроу, Метт Леблан, Меттью Перрі, Девід Швіммер |
| 2001 (8th)  | Вілл і Грейс               | Шон Гейс, Ерік Маккормак, Дебра Мессінг, Меган Маллаллі, Шеллі Моррісон |
| 2002 (9th)  | Усі люблять Реймонда       | Пітер Бойл, Бред Гаррет, Патриція Гітон, Доріс Робертс, Рей Романо, Медилін Світен |
| 2002 (9th)  | Фрейзер                    | Пері Гілпін, Келсі Греммер, Джейн Лівз, Джон Магоні, Девід Гайд Пірс |
| 2002 (9th)  | Друзі                      | Дженніфер Еністон, Кортні Кокс, Ліза Кудроу, Метт Леблан, Меттью Перрі, Девід Швіммер |
| 2002 (9th)  | Секс і місто               | Кім Кетролл, Крістін Девіс, Синтія Ніксон, Сара Джессіка Паркер |
| 2002 (9th)  | Вілл і Грейс               | Шон Гейс, Ерік Маккормак, Дебра Мессінг, Меган Маллаллі, Шеллі Моррісон |
| 2003 (10th) | Секс і місто               | Кім Кетролл, Крістін Девіс, Синтія Ніксон, Сара Джессіка Паркер |
| 2003 (10th) | Усі люблять Реймонда       | Пітер Бойл, Бред Гаррет, Патриція Гітон, Доріс Робертс, Рей Романо, Медилін Світен |
| 2003 (10th) | Фрейзер                    | Пері Гілпін, Келсі Греммер, Джейн Лівз, Джон Магоні, Девід Гайд Пірс |
| 2003 (10th) | Друзі                      | Дженніфер Еністон, Кортні Кокс, Ліза Кудроу, Метт Леблан, Меттью Перрі, Девід Швіммер |
| 2003 (10th) | Вілл і Грейс               | Шон Гейс, Ерік Маккормак, Дебра Мессінг, Меган Маллаллі, Шеллі Моррісон |
| 2004 (11th) | Відчайдушні домогосподарки | Андреа Боуен, Рікардо Чавіра, Марсія Кросс, Стівен Калп, Джеймс Дентон, Тері Гетчер, Фелісіті Гаффман, Коді Кеш, Єва Лонгорія, Джессі Меткалф, Марк Мозес, Ніколетт Шерідан, Бренда Стронг |
| 2004 (11th) | Уповільнений розвиток      | Вілл Арнетт, Джейсон Бейтман, Майкл Сера, Девід Кросс, Порша де Россі, Тоні Гейл, Алія Шокат, Джефрі Тембор, Джессіка Волтер |
| 2004 (11th) | Усі люблять Реймонда       | Пітер Бойл, Бред Гаррет, Патриція Гітон, Моніка Горан, Доріс Робертс, Рей Романо, Медилін Світен |
| 2004 (11th) | Секс і місто               | Кім Кетролл, Крістін Девіс, Синтія Ніксон, Сара Джессіка Паркер |
| 2004 (11th) | Вілл і Грейс               | Шон Гейс, Ерік Маккормак, Дебра Мессінг, Меган Маллаллі, Шеллі Моррісон |
| 2005 (12th) | Відчайдушні домогосподарки | Роджер Барт, Андреа Бовен, Мегкад Брукс, Рікардо Чавіра, Марсія Кросс, Стівен Калп, Джеймс Дентон, Тері Гетчер, Фелісіті Гаффман, Коді Кеш, Брент Кінсман, Шейн Кінсман, Єва Лонгорія, Джессі Меткалф, Марк Мозес, Даг Савант, Ніколетт Шерідан, Бренда Стронг, Альфре Вудард                                                                                                |
| 2005 (12th) | Уповільнений розвиток      | Вілл Арнетт, Джейсон Бейтман, Майкл Сера, Девід Кросс, Порша де Россі, Тоні Гейл, Алія Шокат, Джефрі Тембор, Джессіка Волтер |
| 2005 (12th) | Юристи Бостона             | Рене Обержонуа, Раян Мішель Бат, Кендіс Берген, Джулі Боуен, Джастін Ментелл, Рона Мітра, Моніка Поттер, Вільям Шатнер, Джеймс Спейдер, Марк Веллі |
| 2005 (12th) | Угамуй свій запал          | Шеллі Берман, Ларрі Девід, Сьюзі Ессман, Джефф Гарлін, Шеріл Гайнс, Річард Льюїс |
| 2005 (12th) | Усі люблять Реймонда       | Пітер Бойл, Бред Гаррет, Патриція Гітон, Моніка Горан, Доріс Робертс, Рей Романо, Медилін Світен |
| 2005 (12th) | Мене звати Ерл             | Джейсон Лі, Джеймі Пресслі, Едді Стіплз, Ітан Саплі, Надін Веласкес |
| 2006 (13th) | Офіс                       | Леслі Девід Бейкер, Браян Баумгартнер, Стів Карелл, Девід Денман, Дженна Фішер, Кейт Фланнері, Мелора Гардін, Мінді Калінг, Анджела Кінсі, Джон Красінскі, Пол Ліберштайн, Бі Джей Новак, Оскар Нуньєс, Філліс Сміт, Рейн Вілсон |
| 2006 (13th) | Відчайдушні домогосподарки | Андреа Бовен, Мегкад Брукс, Рікардо Чавіра, Марсія Кросс, Джеймс Дентон, Тері Гетчер, Джош Гендерсон, Зейн Г'ютт, Фелісіті Гаффман, Кетрін Джустен, Нешон Кірс, Брент Кінсман, Шейн Кінсман, Джой Лорен, Єва Лонгорія, Кайл МакЛахлан, Джессі Меткалф, Шон Пайфром, Даг Савант, Дугрей Скотт, Ніколетт Шерідан, Бренда Стронг, Кірстен Воррен, Альфре Вудард                 |
| 2006 (13th) | Антураж                    | Кевін Конноллі, Кевін Діллон, Джеррі Феррара, Адріан Греньє, Рекс Лі, Дебі Мазар, Джеремі Півен, Перрі Рівз |
| 2006 (13th) | Потворна Бетті             | Алан Дейл, Америка Феррера, Марк Інделікато, Ешлі Дженсен, Ерік Мебіус, Бекі Ньютон, Ана Ортіс, Тоні Плана, Кевін Сассман, Майкл Урі, Ванесса Вільямс |
| 2006 (13th) | Косяки                     | Мартін Донован, Олександр Гулд, Джастін Кірк, Романі Малко, Кевін Нілон, Мері-Луїз Паркер, Гантер Перріш, Тоньє Патано, Елізабет Перкінс |
| 2007 (14th) | Офіс                       | Леслі Девід Бейкер, Браян Баумгартнер, Стів Карелл, Девід Денман, Дженна Фішер, Кейт Фланнері, Мелора Гардін, Мінді Калінг, Анджела Кінсі, Джон Красінскі, Пол Ліберштайн, Бі Джей Новак, Оскар Нуньєс, Філліс Сміт, Рейн Вілсон |
| 2007 (14th) | 30 потрясінь               | Скотт Адсіт, Алек Болдвін, Катріна Бовден, Тіна Фей, Джуда Фрідлендер, Джейн Краковскі, Джек МакБраєр, Трейсі Морган, Кіт Павелл, Лонні Росс |
| 2007 (14th) | Відчайдушні домогосподарки | Андреа Боуен, Рікардо Чавіра, Марсія Кросс, Дана Делані, Джеймс Дентон, Нейтан Філліон, Ліндсі Фонсека, Рейчел Фокс, Тері Гетчер, Зейн Г'ютт, Фелісіті Гаффман, Кетрін Джустен, Брент Кінсман, Шейн Кінсман, Джой Лорен, Єва Лонгорія, Кайл МакЛахлан, Шон Пайфром, Даг Савант, Дугрей Скотт, Ніколетт Шерідан, Джон Слеттері, Бренда Стронг                                 |
| 2007 (14th) | Антураж                    | Кевін Конноллі, Кевін Діллон, Джеррі Феррара, Адріан Греньє, Рекс Лі, Дебі Мазар, Джеремі Півен, Перрі Рівз |
| 2007 (14th) | Потворна Бетті             | Алан Дейл, Америка Феррера, Марк Інделікато, Ешлі Дженсен, Ерік Мебіус, Бекі Ньютон, Ана Ортіс, Тоні Плана, Кевін Сассман, Майкл Урі, Ванесса Вільямс |
| 2008 (15th) | 30 потрясінь               | Скотт Адсіт, Алек Болдвін, Катріна Бовден, Тіна Фей, Джуда Фрідлендер, Джейн Краковскі, Джек МакБраєр, Трейсі Морган, Кіт Павелл, Лонні Росс |
| 2008 (15th) | Відчайдушні домогосподарки | Кендалл Епплгейт, Андреа Бовен, Чарльз Карвер, Макс Карвер, Рікардо Чавіра, Марсія Кросс, Дана Делані, Джеймс Дентон, Ліндсі Фонсека, Рейчел Фокс, Тері Гетчер, Зейн Г'ютт, Фелісіті Гаффман, Кетрін Джустен, Брент Кінсман, Шейн Кінсман, Джой Лорен, Єва Лонгорія, Кайл МакЛахлан, Ніл МакДоно, Джошуа Логан Мур, Шон Пайфром, Даг Савант, Ніколетт Шерідан, Бренда Стронг |
| 2008 (15th) | Антураж                    | Кевін Конноллі, Кевін Діллон, Джеррі Феррара, Адріан Греньє, Рекс Лі, Дебі Мазар, Джеремі Півен, Перрі Рівз |
| 2008 (15th) | Офіс                       | Леслі Девід Бейкер, Браян Баумгартнер, Крід Бреттон, Стів Карелл, Дженна Фішер, Кейт Фланнері, Мелора Гардін, Ед Гелмс, Мінді Калінг, Анджела Кінсі, Джон Красінскі, Пол Ліберштайн, Бі Джей Новак, Оскар Нуньєс, Крейг Робінсон, Філліс Сміт, Рейн Вілсон |
| 2008 (15th) | Косяки                     | Деміан Бішір, Джулі Бовен, Енріке Кастільо, Гільєрмо Діас, Александер Гулд, Еллі Грант, Джастін Кірк, Гемкі Мадера, Енді Мілдер, Кевін Нілон, Мері-Луїз Паркер, Гантер Перріш, Елізабет Перкінс, Джек Стелін |
| 2009 (16th) | Хор                        | Діанна Агрон, Кріс Колфер, Патрік Галлахер, Джессалін Гілсіг, Джейн Лінч, Джейма Мейс, Кевін МакГейл, Ліа Мікеле, Корі Монтейт, Гізер Морріс, Метью Моррісон, Ембер Райлі, Ная Рівера, Марк Селлінг, Гаррі Шум молодший, Джош Сассман, Діжон Талтон, Ікбал Теба, Дженна Ушковіц                                                                                              |
| 2009 (16th) | 30 потрясінь               | Скотт Адсіт, Алек Болдвін, Катріна Бовден, Кевін Браун, Грізз Чепмен, Тіна Фей, Джуда Фрідлендер, Джейн Краковскі, Джек МакБраєр, Трейсі Морган, Мавлік Панчолі, Кіт Павелл, Лонні Росс |
| 2009 (16th) | Угамуй свій запал          | Ларрі Девід, Сьюзі Ессман, Джефф Гарлін, Шеріл Гайнс |
| 2009 (16th) | Американська сімейка       | Джулі Бовен, Тай Баррелл, Джессі Тайлер Фергюсон, Нолан Гулд, Сара Гайленд, Ед О'Ніл, Ріко Родрігез, Ерік Стоунстріт, Софія Вергара, Аріель Вінтер |
| 2009 (16th) | Офіс                       | Леслі Девід Бейкер, Браян Баумгартнер, Крід Бреттон, Стів Карелл, Дженна Фішер, Кейт Фланнері, Ед Гелмс, Мінді Калінг, Еллі Кемпер, Анджела Кінсі, Джон Красінскі, Пол Ліберштайн, Бі Джей Новак, Оскар Нуньєс, Крейг Робінсон, Філліс Сміт, Рейн Вілсон |

### 2010-ті
| Рік         | Телесеріал                | Акторський склад |
| ----------- | ------------------------- | --- |
| 2010 (17th) | Американська сімейка      | Джулі Бовен, Тай Баррелл, Джессі Тайлер Фергюсон, Нолан Гулд, Сара Гайленд, Ед О'Ніл, Ріко Родрігез, Ерік Стоунстріт, Софія Вергара, Аріель Вінтер |
| 2010 (17th) | 30 потрясінь              | Скотт Адсіт, Алек Болдвін, Катріна Бовден, Кевін Браун, Грізз Чепмен, Тіна Фей, Джуда Фрідлендер, Джейн Краковскі, Джон Лутц, Джек МакБраєр, Трейсі Морган, Мавлік Панчолі, Кіт Павелл |
| 2010 (17th) | Хор                       | Макс Адлер, Діанна Агрон, Кріс Колфер, Джейн Лінч, Джейма Мейс, Кевін МакГейл, Ліа Мікеле, Корі Монтейт, Гізер Морріс, Метью Моррісон, Майк О'Меллі, Ембер Райлі, Ная Рівера, Марк Селлінг, Гаррі Шум молодший, Ікбал Теба, Дженна Ушковіц |
| 2010 (17th) | Кралі в Клівленді         | Валері Бертінеллі, Джейн Лівз, Венді Малік, Бетті Вайт |
| 2010 (17th) | Офіс                      | Леслі Девід Бейкер, Браян Баумгартнер, Крід Бреттон, Стів Карелл, Дженна Фішер, Кейт Фланнері, Ед Гелмс, Мінді Калінг, Еллі Кемпер, Анджела Кінсі, Джон Красінскі, Пол Ліберштайн, Бі Джей Новак, Оскар Нуньєс, Крейг Робінсон, Філліс Сміт, Рейн Вілсон, Зак Вудс |
| 2011 (18th) | Американська сімейка      | Обрі Андерсон-Еммонс, Джулі Бовен, Тай Баррелл, Джессі Тайлер Фергюсон, Нолан Гулд, Сара Гайленд, Ед О'Ніл, Ріко Родрігез, Ерік Стоунстріт, Софія Вергара, Аріель Вінтер |
| 2011 (18th) | 30 потрясінь              | Скотт Адсіт, Алек Болдвін, Катріна Бовден, Кевін Браун, Грізз Чепмен, Тіна Фей, Джуда Фрідлендер, Джейн Краковскі, Джон Лутц, Джек МакБраєр, Трейсі Морган, Мавлік Панчолі, Кіт Павелл |
| 2011 (18th) | Теорія великого вибуху    | Маїм Бялік, Кейлі Куоко, Джонні Галекі, Саймон Гелберг, Кунал Найяр, Джим Парсонс, Мелісса Рауч |
| 2011 (18th) | Хор                       | Діанна Агрон, Кріс Колфер, Даррен Крісс, Ешлі Фінк, Дот-Марі Джонс, Джейн Лінч, Джейма Мейс, Кевін МакГейл, Ліа Мікеле, Корі Монтейт, Гізер Морріс, Метью Моррісон, Майк О'Меллі, Чорд Оверстріт, Лорен Поттер, Ембер Райлі, Ная Рівера, Марк Селлінг, Гаррі Шум молодший, Ікбал Теба, Дженна Ушковіц |
| 2011 (18th) | Офіс                      | Леслі Девід Бейкер, Браян Баумгартнер, Крід Бреттон, Стів Карелл, Дженна Фішер, Кейт Фланнері, Ед Гелмс, Мінді Калінг, Еллі Кемпер, Анджела Кінсі, Джон Красінскі, Пол Ліберштайн, Бі Джей Новак, Оскар Нуньєс, Крейг Робінсон, Джеймс Спейдер, Філліс Сміт, Рейн Вілсон, Зак Вудс |
| 2012 (19th) | Американська сімейка      | Обрі Андерсон-Еммонс, Джулі Бовен, Тай Баррелл, Джессі Тайлер Фергюсон, Нолан Гулд, Сара Гайленд, Ед О'Ніл, Ріко Родрігез, Ерік Стоунстріт, Софія Вергара, Аріель Вінтер |
| 2012 (19th) | 30 потрясінь              | Скотт Адсіт, Алек Болдвін, Катріна Бовден, Кевін Браун, Грізз Чепмен, Тіна Фей, Джуда Фрідлендер, Джейн Краковскі, Джон Лутц, Джек МакБраєр, Трейсі Морган, Мавлік Панчолі, Кіт Павелл |
| 2012 (19th) | Теорія великого вибуху    | Маїм Бялік, Кейлі Куоко, Джонні Галекі, Саймон Гелберг, Кунал Найяр, Джим Парсонс, Мелісса Рауч |
| 2012 (19th) | Хор                       | Діанна Агрон, Кріс Колфер, Даррен Крісс, Дот-Марі Джонс, Семюел Ларсен, Ванесса Ленгіс, Джейн Лінч, Джейма Мейс, Кевін МакГейл, Ліа Мікеле, Корі Монтейт, Гізер Морріс, Метью Моррісон, Майк О'Меллі, Алекс Ньюелл, Чорд Оверстріт, Лорен Поттер, Ембер Райлі, Ная Рівера, Марк Селлінг, Гаррі Шум молодший, Ікбал Теба, Дженна Ушковіц |
| 2012 (19th) | Офіс                      | Леслі Девід Бейкер, Браян Баумгартнер, Крід Бреттон, Стів Карелл, Дженна Фішер, Кейт Фланнері, Ед Гелмс, Мінді Калінг, Еллі Кемпер, Анджела Кінсі, Джон Красінскі, Пол Ліберштайн, Бі Джей Новак, Оскар Нуньєс, Крейг Робінсон, Джеймс Спейдер, Філліс Сміт, Рейн Вілсон, Зак Вудс |
| 2012 (19th) | Медсестра Джекі           | Еді Фалько, Єва Бест, Мерріт Вевер, Пол Шульце, Пітер Фасінеллі, Домінік Фумуса, Анна Дівер Сміт, Стівен Валлем, Рубі Джерінс, Маккензі Аладжем, Гааз Слейман, Боббі Каннавале |
| 2013 (20th) | Американська сімейка      | Обрі Андерсон-Еммонс, Джулі Бовен, Тай Баррелл, Джессі Тайлер Фергюсон, Нолан Гулд, Сара Гайленд, Ед О'Ніл, Ріко Родрігез, Ерік Стоунстріт, Софія Вергара, Аріель Вінтер |
| 2013 (20th) | 30 потрясінь              | Скотт Адсіт, Алек Болдвін, Катріна Бовден, Кевін Браун, Грізз Чепмен, Тіна Фей, Джуда Фрідлендер, Джейн Краковскі, Джон Лутц, Джеймс Марсден, Джек МакБраєр, Трейсі Морган, Мавлік Панчолі, Кіт Павелл |
| 2013 (20th) | Уповільнений розвиток     | Вілл Арнетт, Джейсон Бейтман, Джон Берд, Майкл Сера, Девід Кросс, Порша де Россі, Айсла Фішер, Тоні Гейл, Рон Говард, Лайза Міннеллі, Алія Шокат, Джефрі Тембор, Джессіка Волтер, Генрі Вінклер |
| 2013 (20th) | Теорія великого вибуху    | Маїм Бялік, Кейлі Куоко, Джонні Галекі, Саймон Гелберг, Кунал Найяр, Джим Парсонс, Мелісса Рауч, Кевін Сассман |
| 2013 (20th) | Віце-президент            | Суфе Бредшоу, Анна Члумскі, Гері Коул, Кевін Данн, Тоні Гейл, Джулія Луї-Дрейфус, Рейд Скотт, Тімоті Сімонс, Метт Волш |
| 2014 (21th) | Помаранчевий — хіт сезону | Узо Адуба, Джейсон Біггс, Даніель Брукс, Лаверн Кокс, Джекі Круз, Кетрін Кертін, Леа ДеЛарія, Бет Фавлер, Іветт Фрімен, Джермар Террел Гарднер, Кіміко Гленн, Енні Голден, Даян Герреро, Майкл Дж. Гарні, Вікі Джеуді, Джулі Лейк, Лорен Лапкус, Селеніс Лейва, Наташа Лайонн, Тарін Меннінг, Джоел Марш Гарленд, Метт Макгоррі, Едріен С. Мур, Кейт Малгрю, Емма Майлз, Джессіка Піментел, Деша Поланко, Алісія Райнер, Джудіт Робертс, Елізабет Родрігес, Барбара Розенблат, Нік Сандоу, Ебігейл Севідж, Тейлор Шиллінг, Констанс Шульман, Дейл Соулз, Яель Стоун, Лоррейн Туссен, Лін Туччі, Саміра Вайлі                                                                    |
| 2014 (21th) | Теорія великого вибуху    | Маїм Бялік, Кейлі Куоко, Джонні Галекі, Саймон Гелберг, Кунал Найяр, Джим Парсонс, Мелісса Рауч |
| 2014 (21th) | Бруклін 9-9               | Стефані Беатріс, Дірк Блокер, Андре Брогер, Террі Крюз, Мелісса Фумеро, Джо Ло Тругліо, Джоел МакКіннон Міллер, Челсі Перетті, Енді Семберг |
| 2014 (21th) | Американська сімейка      | Обрі Андерсон-Еммонс, Джулі Бовен, Тай Баррелл, Джессі Тайлер Фергюсон, Нолан Гулд, Сара Гайленд, Ед О'Ніл, Ріко Родрігез, Ерік Стоунстріт, Софія Вергара, Аріель Вінтер |
| 2014 (21th) | Віце-президент            | Суфе Бредшоу, Анна Члумскі, Гері Коул, Кевін Данн, Тоні Гейл, Джулія Луї-Дрейфус, Рейд Скотт, Тімоті Сімонс, Метт Волш |
| 2015 (22th) | Помаранчевий — хіт сезону | Узо Адуба, Майк Бірбіглія, Марша Стефані Блейк, Даніель Брукс, Лаверн Кокс, Джекі Круз, Кетрін Кертін, Леа ДеЛарія, Бет Фавлер Джоел Марш Гарленд, Кіміко Гленн, Енні Голден, Даян Герреро, Майкл Дж. Гарні, Вікі Джеуді, Селеніс Лейва, Тарін Меннінг, Едріен С. Мур, Кейт Малгрю, Емма Майлз, Метт Пітерс, Лорі Петті, Джессіка Піментел, Деша Поланко, Лаура Препон, Елізабет Родрігес, Рубі Роуз, Нік Сандоу, Ебігейл Севідж, Тейлор Шиллінг, Констанс Шульман, Дейл Соулз, Яель Стоун Саміра Вайлі |
| 2015 (22th) | Теорія великого вибуху    | Маїм Бялік, Кейлі Куоко, Джонні Галекі, Саймон Гелберг, Кунал Найяр, Джим Парсонс, Мелісса Рауч |
| 2015 (22th) | Кі і Піл                  | Кіган-Майкл Кі, Джордан Піл |
| 2015 (22th) | Американська сімейка      | Обрі Андерсон-Еммонс, Джулі Бовен, Тай Баррелл, Джессі Тайлер Фергюсон, Нолан Гулд, Сара Гайленд, Ед О'Ніл, Ріко Родрігез, Ерік Стоунстріт, Софія Вергара, Аріель Вінтер |
| 2015 (22th) | Очевидне                  | Александра Біллінгс, Керрі Браунштейн, Джей Дюпласс, Кетрін Хан, Ґабі Гоффманн, Черрі Джонс, Емі Ландекер, Джудіт Лайт, Гарі Неф, Емілі Робінсон, Джефрі Тембор |
| 2015 (22th) | Віце-президент            | Дідріх Бейдер, Суфе Бредшоу, Анна Члумскі, Гері Коул, Кевін Данн, Тоні Гейл, Г'ю Лорі, Джулія Луї-Дрейфус, Філ Рівз, Сем Річардсон, Рейд Скотт, Тімоті Сімонс, Сара Сазерленд, Метт Волш |
| 2016 (23th) | Помаранчевий — хіт сезону | Узо Адуба, Алан Айзенберг, Даніель Брукс, Блер Браун, Джекі Круз, Леа ДеЛарія, Бет Довер, Кіміко Гленн, Енні Голден, Лаура Гомес, Даян Герреро, Майкл Дж. Гарні, Бред Вільям Генке, Вікі Джеуді, Джулі Лейк, Селеніс Лейва, Наташа Лайонн, Тарін Меннінг, Джеймс Макменамін, Едріен С. Мур, Кейт Малгрю, Емма Майлз, Метт Пітерс, Лорі Петті, Джессіка Піментел, Деша Поланко, Лаура Препон, Джолін Перді, Елізабет Родрігес, Нік Сандоу, Ебігейл Севідж, Тейлор Шиллінг, Констанс Шульман, Дейл Соулз, Яель Стоун, Лін Туччі, Саміра Вайлі |
| 2016 (23th) | Теорія великого вибуху    | Маїм Бялік, Кейлі Куоко, Джонні Галекі, Саймон Гелберг, Кунал Найяр, Джим Парсонс, Мелісса Рауч |
| 2016 (23th) | Темніють                  | Ентоні Андерсон, Майлз Браун, Деон Коул, Лоуренс Фішберн, Дженіфер Льюїс, Пітер Маккензі, Марсай Мартін, Джефф Мічам, Трейсі Елліс Росс, Маркус Скрібнер, Яра Шахіді |
| 2016 (23th) | Американська сімейка      | Обрі Андерсон-Еммонс, Джулі Бовен, Тай Баррелл, Джессі Тайлер Фергюсон, Нолан Гулд, Сара Гайленд, Джеремі Магвайр, Ед О'Ніл, Ріко Родрігез, Ерік Стоунстріт, Софія Вергара, Аріель Вінтер |
| 2016 (23th) | Віце-президент            | Ден Баккедал, Суфе Бредшоу, Анна Члумскі, Гері Коул, Кевін Данн, Клеа Дювалл, Нельсон Франклін, Тоні Гейл, Г'ю Лорі, Джулія Луї-Дрейфус, Сем Річардсон, Рейд Скотт, Тімоті Сімонс, Джон Слеттері, Сара Сазерленд, Метт Волш, Вейн Вілдерсон |
| 2017 (24th) | Віце-президент            | Ден Баккедал, Анна Члумскі, Гері Коул, Маргарет Колін, Кевін Данн, Клеа Дювалл, Нельсон Франклін, Тоні Гейл, Джулія Луї-Дрейфус, Сем Річардсон, Рейд Скотт, Тімоті Сімонс, Сара Сазерленд, Метт Волш |
| 2017 (24th) | Темніють                  | Ентоні Андерсон, Майлз Браун, Деон Коул, Лоуренс Фішберн, Дженіфер Льюїс, Пітер Маккензі, Марсай Мартін, Джефф Мічам, Трейсі Елліс Росс, Маркус Скрібнер, Яра Шахіді |
| 2017 (24th) | Угамуй свій запал         | Тед Денсон, Ларрі Девід, Сьюзі Ессман, Джефф Гарлін, Шеріл Гайнс, Джей Бі Смув |
| 2017 (24th) | Блиск                     | Брітт Барон, Елісон Брі, Кіммі Гейтвуд, Бетті Гілпін, Ребекка Джонсон, Кріс Ловелл, Суніта Мані, Марк Марон, Кейт Неш, Сіделл Ноель, Маріанна Палка, Гейл Ранкін, Башир Салахуддін, Річ Соммер, Кіа Стівенс, Джекі Тон, Елен Вонг, Брітні Янг |
| 2017 (24th) | Помаранчевий — хіт сезону | Узо Адуба, Емілі Альтгаус, Даніель Брукс, Розаль Колон, Джекі Круз, Франческа Керран, Даніелла Де Хесус, Леа ДеЛарія, Нік Ділленбург, Азія Кейт Діллон, Бет Довер, Кіміко Гленн, Енні Голден, Лаура Гомес, Даян Герреро, Еван Артур Голл, Майкл Дж. Гарні, Бред Вільям Генке, Майк Г'юстон, Вікі Джеуді, Келлі Карбак, Джулі Лейк, Селеніс Лейва, Наташа Лайонн, Тарін Меннінг, Едріен С. Мур, Міріам Моралес, Кейт Малгрю, Емма Майлз, Джон Палладіно, Метт Пітерс, Джессіка Піментел, Деша Поланко, Лаура Препон, Джолін Перді, Елізабет Родрігес, Нік Сандоу, Ебігейл Севідж, Тейлор Шиллінг, Констанс Шульман, Дейл Соулз, Яель Стоун, Емілі Тарвер, Майкл Торпі, Лін Туччі |
| 2018 (25th) | Дивовижна місіс Мейзел    | Керолайн Аарон, Алекс Борштейн, Рейчел Броснахен, Марін Гінкл, Захарі Леві, Кевін Поллак, Тоні Шалхуб, Браян Тарантіна, Майкл Зеген |
| 2018 (25th) | Атланта                   | Кріс Девіс, Дональд Гловер, Браян Тайрі Генрі, Лейкіт Стенфілд |
| 2018 (25th) | Баррі                     | Даррелл Брітт-Гібсон, Д'Арсі Карден, Енді Кері, Ентоні Керріган, Райтор Дойл, Гленн Флешлер, Алехандро Ферт, Сара Голдберг, Білл Гейдер, Кірбі Гавелл-Батист, Паула Ньюсом, Джон Пірруччелло, Стівен Рут, Генрі Вінклер |
| 2018 (25th) | Блиск                     | Брітт Барон, Шакіра Баррера, Елісон Брі, Кіммі Гейтвуд, Бетті Гілпін, Ребекка Джонсон, Кріс Ловелл, Суніта Мані, Марк Марон, Кейт Неш, Сіделл Ноель, Віктор Кіназ, Гейл Ранкін, Башир Салахуддін, Кіа Стівенс, Джекі Тон, Елен Вонг, Брітні Янг |
| 2018 (25th) | Метод Комінськи           | Дженна Лінг Адамс, Алан Аркін, Сара Бейкер, Кейсі Томас Браун, Майкл Дуглас, Ешлі Латроп, Емілі Осмент, Грем Роджерс, Сьюзен Салліван, Мелісса Танг, Ненсі Тревіс |
| 2019 (26th) | Дивовижна місіс Мейзел    | Керолайн Аарон, Алекс Борштейн, Рейчел Броснаен, Марін Гінкл, Стефані Гсу, Джоел Джонстон, Джейн Лінч, Лерой Макклейн, Кевін Поллак, Тоні Шалгуб, Матильда Шидагіс, Браян Тарантіна, Майкл Зеген |
| 2019 (26th) | Баррі                     | Даррелл Брітт-Гібсон, Д'Арсі Карден, Енді Кері, Ентоні Керріган, Райтор Дойл, Алехандро Ферт, Сара Голдберг, Білл Гейдер, Кірбі Гавелл-Батист, Джон Пірруччелло, Стівен Рут, Генрі Вінклер, Трой Кейлак, Патриція Фа'Асуа, Нік Грейсер, Майкл Ірбі |
| 2019 (26th) | Погань                    | Сіан Кліффорд, Олівія Колман, Бретт Гелман, Білл Патерсон, Ендрю Скотт, Фібі Воллер-Брідж |
| 2019 (26th) | Метод Комінськи           | Дженна Лінг Адамс, Алан Аркін, Сара Бейкер, Кейсі Томас Браун, Майкл Дуглас, Грем Роджерс, Мелісса Танг, Ненсі Тревіс, Ліза Едельштейн, Пол Райзер, Джейн Сеймур |
| 2019 (26th) | Шиттс-Крік                | Кріс Елліотт, Емілі Гемпшир, Деніел Леві, Юджин Леві, Сара Леві, Дастін Мілліган, Енні Мерфі, Кетрін О'Хара, Ноа Рейд, Дженніфер Робертсон, Карен Робінсон |

### 2020-ті
| Рік         | Телесеріал               | Акторський склад |
| ----------- | ------------------------ | --- |
| 2020 (27th) | Шиттс-Крік               | Кріс Елліотт, Емілі Гемпшир, Деніел Леві, Юджин Леві, Сара Леві, Енні Мерфі, Кетрін О'Хара, Ноа Рейд, Дженніфер Робертсон, Карен Робінсон                                                                     |
| 2020 (27th) | Мертвий для мене         | Крістіна Епплгейт, Лінда Карделліні, Макс Дженкінс, Джеймс Марсден, Сем Маккарті, Наталі Моралес, Діана Марія Ріва, Люк Ресслер                                                                               |
| 2020 (27th) | Бортпровідниця           | Кейлі Куоко, Мерл Дендрідж, Нолан Джерард Фанк, Мішель Гомес, Міхіль Гаусман, Яша Джексон, Джейсон Джонс, Т. Р. Найт, Зося Мамет, Одрі Грейс Маршалл, Гріффін Метьюз, Розі Перес, Террі Серпіко, Колін Вуделл |
| 2020 (27th) | Велика                   | Белінда Бромілоу, Себастьян де Соуза, Саша Дхаван, Ель Феннінг, Фібі Фокс, Адам Годлі, Дуглас Годж, Ніколас Голт, Луї Гайнс, Флоренс Кіт-Роуч, Гвілім Лі, Данусія Самал, Чаріті Вейкфілд                      |
| 2020 (27th) | Тед Лассо                | Аннет Бедленд, Філ Данстер, Бретт Голдштейн, Брендан Гант, Тохіб Джимо, Джеймс Ленс, Нік Мохаммед, Джейсон Судейкіс, Джеремі Свіфт, Джуно Темпл, Ганна Веддінгем                                              |
| 2021 (28th) | Тед Лассо                | Аннет Бедленд, Кола Бокінні, Філ Данстер, Крісто Фернандес, Бретт Голдштейн, Брендан Гант, Тохіб Джимо, Нік Мохаммед, Сара Найлз, Джейсон Судейкіс, Джеремі Свіфт, Джуно Темпл, Ганна Веддінгем               |
| 2021 (28th) | Велика                   | Джуліан Барратт, Белінда Бромілоу, Саша Дхаван, Ель Феннінг, Фібі Фокс, Байо Гбадамосі, Адам Годлі, Дуглас Годж, Ніколас Голт, Флоренс Кіт-Роуч, Гвілім Лі, Чаріті Вейкфілд                                   |
| 2021 (28th) | Хитрощі                  | Роуз Абду, Карл Клемонс-Гопкінс, Пол В. Даунс, Ганна Айнбіндер, Марк Інделікато, Поппі Лью, Крістофер Макдональд, Джин Смарт і Меган Сталтер                                                                  |
| 2021 (28th) | Метод Комінськи          | Дженна Лінг Адамс, Сара Бейкер, Кейсі Томас Браун, Майкл Дуглас, Ліза Едельштейн, Ешлі Латроп, Емілі Осмент, Гейлі Джоел Осмент, Пол Райзер, Грем Роджерс, Мелісса Танг, Кетлін Тернер                        |
| 2021 (28th) | Вбивства в одній будівлі | Аарон Домінгес, Селена Гомес, Джекі Гоффман, Джейн Гудішелл, Стів Мартін, Емі Раян і Мартін Шорт |
| 2022 (29th) | Початкова школа Ебботт   | Квінта Бренсон, Вільям Стенфорд Девіс, Джанелл Джеймс, Кріс Перфетті, Шеріл Лі Ральф, Ліза Енн Волтер, Тайлер Джеймс Вільямс                                                                                  |
| 2022 (29th) | Баррі                    | Сара Бернс, Д'Арсі Карден, Ентоні Керріган, Турхан Трой Кейлак, Сара Голдберг, Нік Грейсер, Білл Гейдер, Джессі Годжес, Майкл Ірбі, Гері Краус, Стівен Рут, Генрі Вінклер                                     |
| 2022 (29th) | Ведмідь                  | Лайонел Бойс, Ліза Коламбус-Заяс, Айо Дебірі, Еббі Елліотт, Едвін Лі Гібсон, Корі Гендрікс, Метті Метісон, Ебон Мосс-Бахрах, Джеремі Аллен Вайт                                                               |
| 2022 (29th) | Хитрощі                  | Карл Клемонс-Гопкінс, Пол В. Даунс, Ганна Айнбіндер, Марк Інделікато, Джин Смарт, Меган Сталтер |
| 2022 (29th) | Вбивства в одній будівлі | Майкл Сиріл Крейтон, Кара Делевінь, Селена Гомес, Джейн Гудішелл, Стів Мартін, Мартін Шорт, Адіна Версон |